# Schistes d'Emu Bay

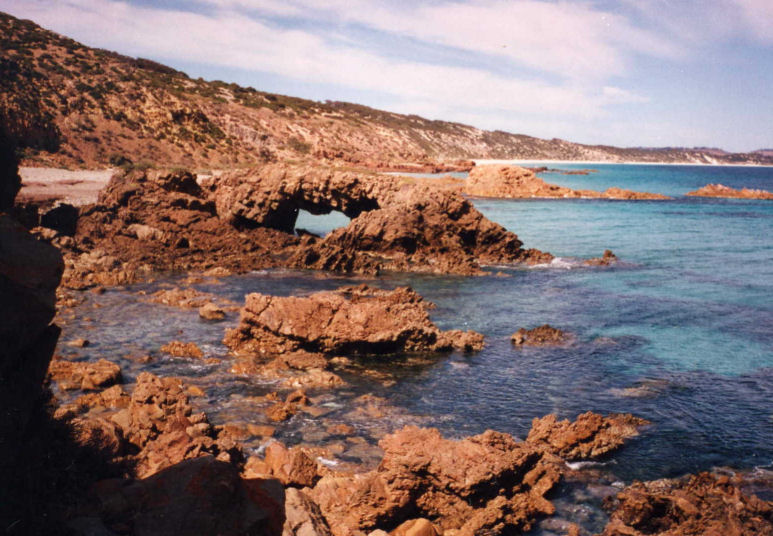
La baie de l'Emeu, par © David Simpson

Les schistes d'Emu Bay sont un Lagerstätte (formation fossilifère où des tissus mous d'animaux ont été conservés) majeur du monde, contenant des trilobites Redlichiida et situé sur la côte nord de l'île Kangourou, près de la baie de l'Emeu et du cap d'Estaing, en Australie-Méridionale.
La formation est datée du Cambrien inférieur, avec un âge d'environ 514 millions d'années.

## Description
Les schistes de la baie de l'Emeu (Emu bay) sont la seule formation connue d'Australie à être un Lagerstätte du type schistes de Burgess, contenant des éléments fauniques tels que : Anomalocaris, Tuzoia, Isoxys, Xandarella et Primicaris, en commun avec d'autres assemblages du type des schistes de Burgess, et tout particulièrement les schistes de Maotianshan, paléogéographiquement les plus proches, bien qu'étant un peu plus anciens. Le site fournit également de magnifiques spécimens de trilobites tels que Redlichia takooensis, Emuella polymera, Balcoracania dailyi et Estaingia bilobata (aussi connu sous le nom de Hsuaspis). Balcoracania et Emuella sont deux genres de la super-famille des Emuelloidea (sous-ordre des Redlichiina), connue pour ses nombreux segments (plus de 60 chez les gros spécimens de Balcoracania), et jusqu'à présent strictement confinée à l'Australie. On retrouve aussi le ver présumé Palaeoscolex, le problématique Myoscolex de même qu'un certain nombre de créatures plus rares.
L'environnement de dépôt de la majorité des assemblages du type des schistes de Burgess est constitué par les eaux assez profondes en bordure du plateau continental. Les schistes d'Emu Bay par contre contrastent avec le modèle établi en apparaissant comme étant des dépôts en eaux relativement peu profondes. Quelques fossiles de la formation d'Emu Bay montrent une minéralisation extensive des parties molles, le plus souvent en apatite ou en carbonate de calcium fibreux, mais quelques-uns montrent aussi les plus anciens muscles phosphatisés, les premiers du genre à être répertoriés pour le Cambrien. La minéralisation des parties molles est un phénomène apparemment rare parmi les biotas du type schistes de Burgess.